# てるてるいのち
てるてるいのちは、レゲエグループ「湘南乃風」の若旦那が発起人となった、ムコ多糖症患者支援グループ及びチャリティーコンサートである。正式名は「てるてるいのち実行委員会」

## 概要
湘南乃風の若旦那が小児難病「ムコ多糖症」を多くの人に知ってもらうことを目的に立ち上げた支援グループ。イベントは湘南乃風のシークレットライブの後に企画し、若旦那が発起人となり、2007年より開催。ムコネットも企画協力に基づき、募金活動も行う。
2008年11月8日に「第1回てるてるいのちマラソン大会」を行う予定だったが、実行委員会側の諸般事情により中止になった。

## 各回の概要

### 第1章「一億3千万分の300=0ですか？」
第1章は2007年10月6日に行われた。会場は横浜アリーナ。なおこの日はムコ多糖症患者1名の誕生日だった。

#### 第1章出演アーティスト
- INFINITY16（オープニングアクト）
- DJ OZMA
- 絢香
- ORANGE RANGE
- 湘南乃風

### 第2章
第2章は2009年2月上旬に行われる予定だったが、延期のままとなっている。

## ディスコグラフィー
1. キセキ（2007年11月28日発売）
  - 最高順位39位
  - てるてるbabysが歌う同イベントのテーマソング。MINMIが作詞・作曲を担当。